# Paramasaris cupreus
Paramasaris cupreus är en stekelart som beskrevs av Giordani Soika 1974. Paramasaris cupreus ingår i släktet Paramasaris och familjen Masaridae. Inga underarter finns listade i Catalogue of Life.